# Imavere kommun
Imavere kommun (estniska: Imavere vald) är en kommun i Estland. Den ligger i landskapet Järvamaa, i den centrala delen av landet, 100 km sydost om huvudstaden Tallinn.
Följande samhällen finns i Imavere vald:
- Imavere
- Käsukonna

Trakten ingår i den hemiboreala klimatzonen. Årsmedeltemperaturen i trakten är 3 °C. Den varmaste månaden är juli, då medeltemperaturen är 18 °C, och den kallaste är december, med −10 °C.